# Torcia elettrica

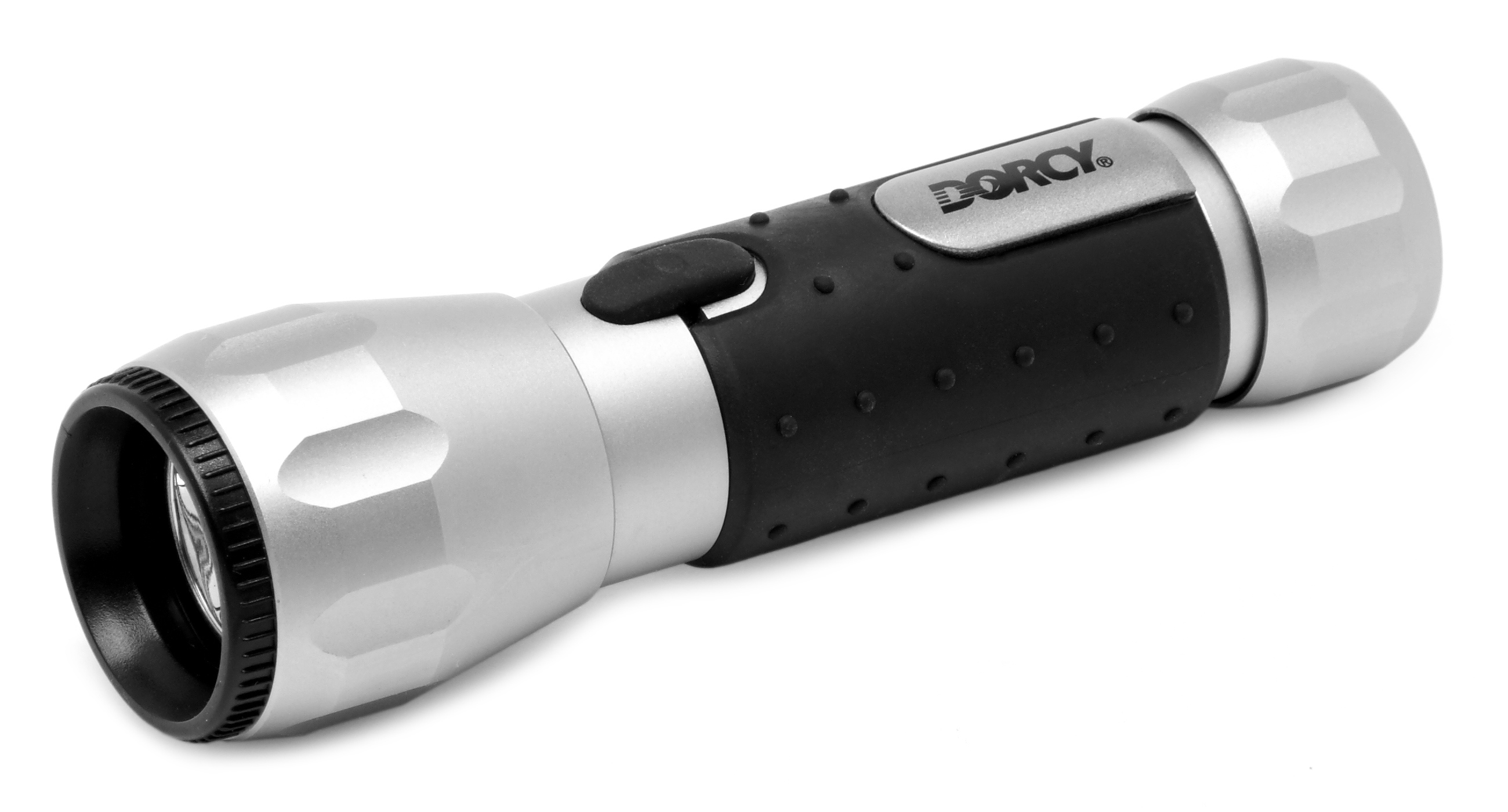
Una torcia elettrica a LED.

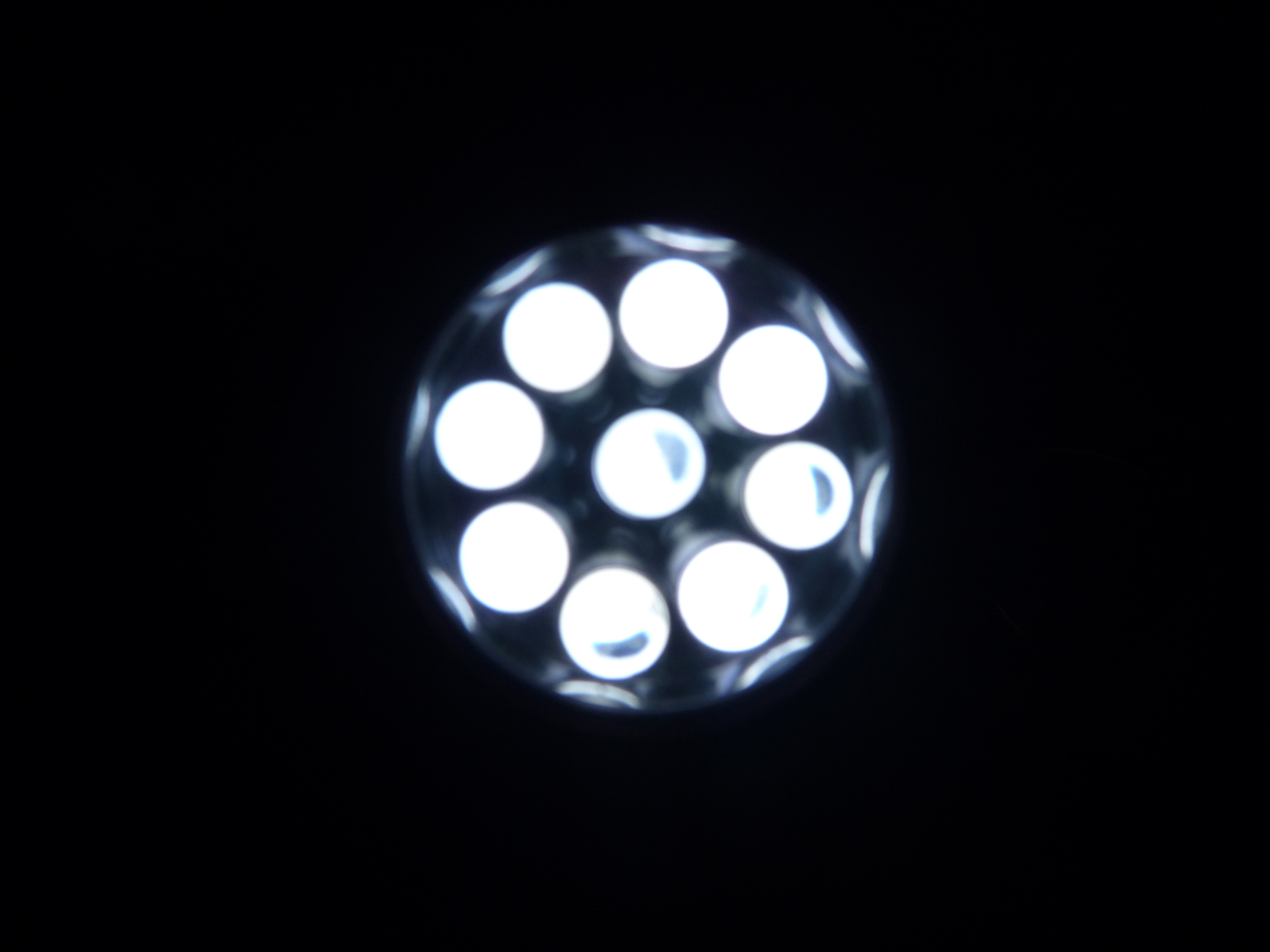
Multipli LED da 5 mm di una piccola torcia elettrica

La torcia elettrica è una sorgente luminosa portatile alimentata per mezzo di energia elettrica.

## Storia
L'invenzione della torcia elettrica fu brevettata dall'inglese David Misell il 12 marzo 1898 (U.S. Patent No. 617,592). Il 10 gennaio 1899 David Misell cedette il suo brevetto all'American Electrical Novelty and Manufacturing Company, che donò alcuni di tali dispositivi alla polizia di New York. La torcia elettrica di Misell caricava una pila zinco-carbone di tipo D e presentava un riflettore in ottone.

## Componenti
È costituita dai seguenti elementi:
- una lampadina a incandescenza o a LED;
- un riflettore parabolico (o di altra forma), all'interno del quale è inserita la lampadina;
- una lente protettiva (in plastica o vetro) per proteggere la lampadina da urti o polvere;
- una fonte di energia, in genere una pila; esistono anche torce alimentate ad energia solare o attraverso dinamo;
- un interruttore.